# Jacques Servant
Jacques Servant, né le 11 janvier 1850 à Poitiers (Vienne) et mort le 28 janvier 1926 à Poitiers, est un homme politique français.

## Biographie
Commerçant, juge consulaire, il est conseiller général en 1880. Après plusieurs échecs, tant aux législatives qu'aux sénatoriales, il est élu sénateur de la Vienne en 1907 lors d'une élection partielle. Réélu en 1909, il est battu en 1920. Il siège au groupe de l'Union républicaine, et s'occupe de droit électoral.

## Sources
- « Jacques Servant », dans le Dictionnaire des parlementaires français (1889-1940), sous la direction de Jean Jolly, PUF, 1960 [détail de l’édition]